# Liérbado
Liérbado es una casería que pertenece a la parroquia de Serín en el concejo de Gijón (Principado de Asturias). Se encuentra a 173 m s. n. m. y está situada a 14,70 km de la capital del concejo, Gijón. 

## Población
En 2020 contaba con una población de 3 habitantes (INE 2020) repartidos en 2 viviendas.